# Arquidiócesis de Diamantina

Regional CNBB Leste 2.

Mapa de la Arquidiócesis de Diamantina.

La arquidiócesis de Diamantina (en latín: Archidioecesis Adamantina y en portugués: Arquidiocese de Diamantina) es una circunscripción eclesiástica latina de la Iglesia católica en Brasil, sede metropolitana de la provincia eclesiástica de Diamantina. La arquidiócesis tiene al arzobispo Darci José Nicioli, C.SS.R. como su ordinario desde el 9 de marzo de 2016. 

## Territorio y organización

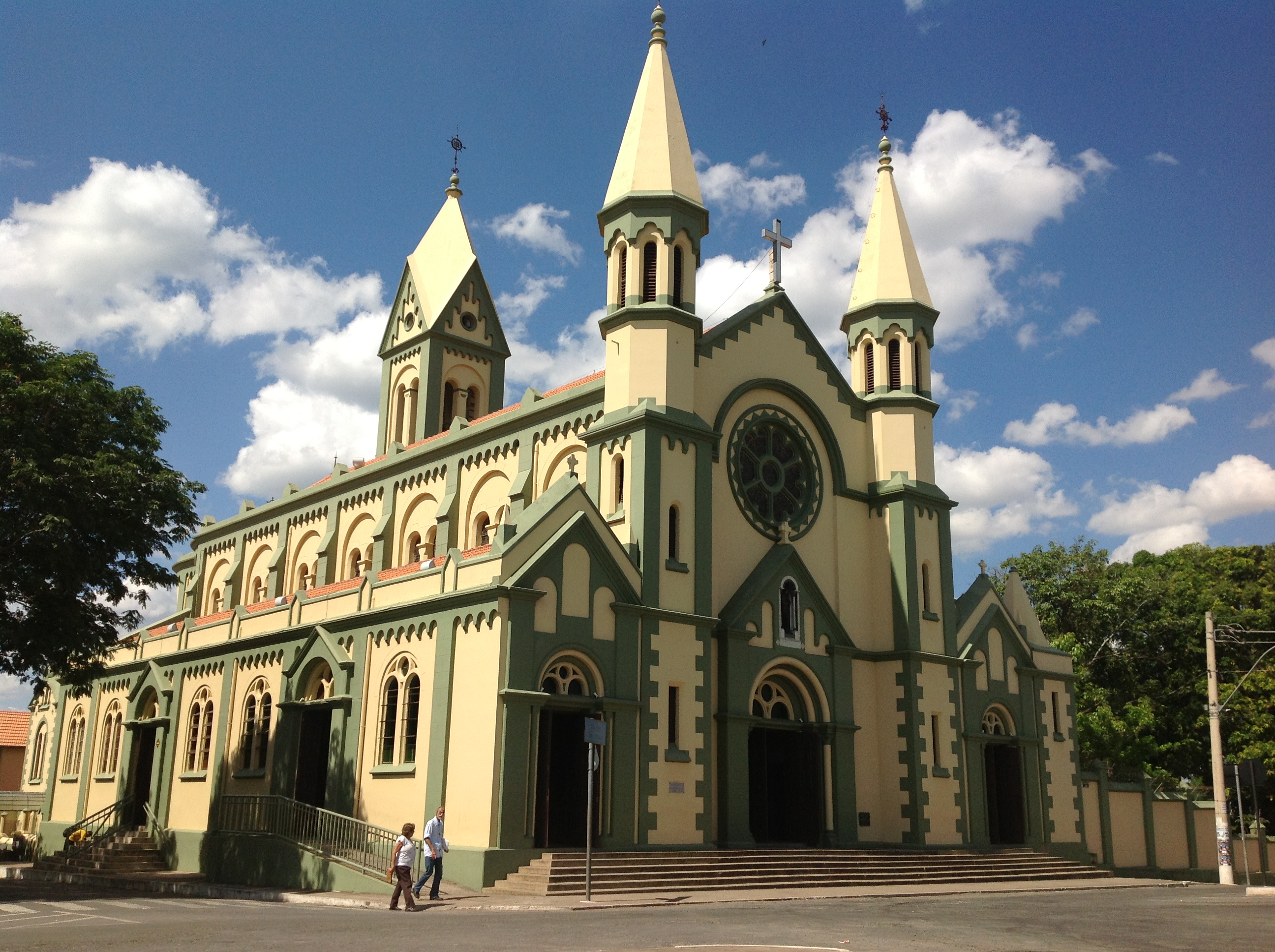
La basílica menor de San Gerardo Maiella, Curvelo

La arquidiócesis tiene 45 280 km² y extiende su jurisdicción sobre los fieles católicos de rito latino residentes en 34 municipios del estado de Minas Gerais: Alvorada de Minas, Angelândia, Aricanduva, Augusto de Lima, Buenópolis, Buritizeiro, Capelinha, Carbonita, Congonhas do Norte, Corinto, Couto de Magalhães de Minas, Curvelo, Datas, Diamantina, Felício dos Santos, Felixlândia, Gouveia, Inimutaba, Itamarandiba, Joaquim Felício, Lassance, Monjolos, Morro da Garça, Pirapora, Presidente Juscelino, Presidente Kubitschek, Santo Antônio do Itambé, Santo Hipólito, São Gonçalo do Rio Preto, Senador Modestino Gonçalves, Serra Azul de Minas, Serro, Três Marias y Várzea da Palma.
La sede de la arquidiócesis se encuentra en la ciudad de Diamantina, en donde se halla la Catedral de San Antonio. En la arquidiócesis existen dos basílicas menores: Sagrado Corazón de Jesús, en Diamantina, y San Gerardo Maiella, en Curvelo.
En 2019 en la arquidiócesis existían 55 parroquias agrupadas en 6 foranías: Corinto, Curvelo, Diamantina, Itamarandiba, Pirapora y Serro.
La arquidiócesis tiene como sufragáneas a las diócesis de: Almenara, Araçuaí, Guanhães y Teófilo Otoni.

## Historia

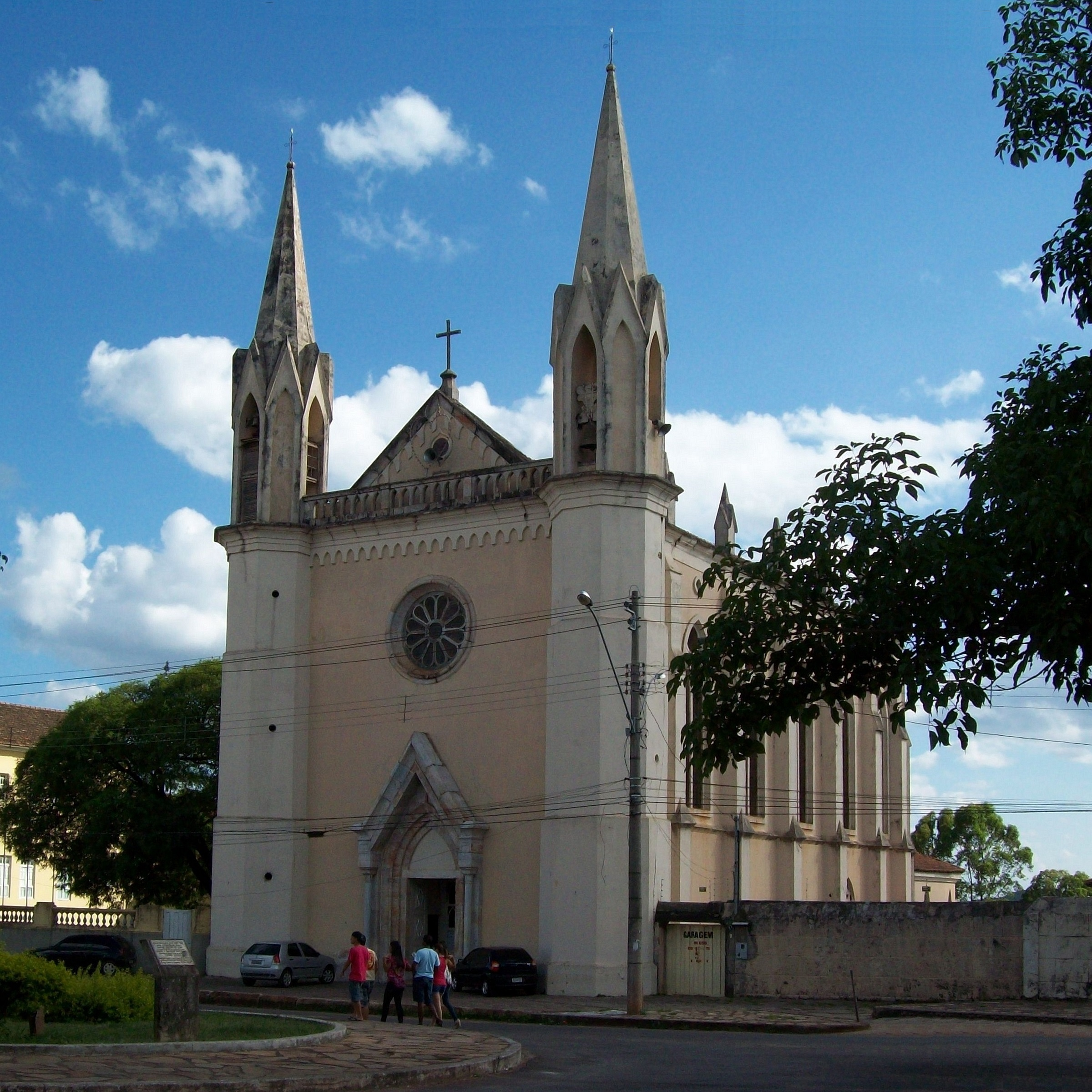
La basílica menor del Sagrado Corazón de Jesús, Diamantina

La diócesis de Diamantina fue erigida el 6 de junio de 1854 con la bula Gravissimum sollicitudinis del papa Pío IX, obteniendo el territorio de las diócesis de Mariana y de Olinda y Recife (hoy ambas arquidiócesis) y de la arquidiócesis de San Salvador de Bahía.
Originalmente sufragánea de la arquidiócesis de San Sebastián de Río de Janeiro, el 1 de mayo de 1906 pasó a formar parte de la provincia eclesiástica de la arquidiócesis de Mariana mediante la bula Sempiternam humani generis del papa Pío X.
La diócesis cedió partes de su territorio para la erección de las diócesis de:
- diócesis de Uberaba (hoy arquidiócesis de Uberaba) el 29 de septiembre de 1907 con el decreto Romani pontifices de la Congregación Consistorial;[2]
- diócesis de Montes Claros (hoy arquidiócesis de Montes Claros) el 10 de diciembre de 1910 con la bula Postulat sane del papa Pío X;[3]
- diócesis de Araçuaí el 25 de agosto de 1913.[4]

El 28 de junio de 1917 fue elevada al rango de arquidiócesis metropolitana con la bula Quandocumque se praebuit  del papa Benedicto XV.
Posteriormente, cedió porciones de su territorio en cuatro ocasiones para la erección de nuevas diócesis: 
- la diócesis de Sete Lagoas el 16 de julio de 1955 con la bula Clementissimi Servatoris del papa Pío XII;[6]
- la diócesis de Governador Valadares el 1 de febrero de 1956 con la bula Rerum usu del papa Pío XII;[7]
- la diócesis de Itabira (hoy diócesis de Itabira-Fabriciano) el 14 de junio de 1965 con la bula Haud inani del papa Pablo VI;[8]
- la diócesis de Guanhães el 24 de mayo de 1985 con la bula Recte quidem del papa Juan Pablo II.[9]

## Estadísticas
De acuerdo al Anuario Pontificio 2020 la arquidiócesis tenía a fines de 2019 un total de 442 715 fieles bautizados.
| Año                                                                             | Población            | Población | Población      | Sacerdotes | Sacerdotes    | Sacerdotes    | Bautizados por sacerdote | Diáconos permanentes | Religiosos | Religiosos | Parroquias |
| Año                                                                             | Bautizados católicos | Total     | % de católicos | Total      | Clero secular | Clero regular | Bautizados por sacerdote | Diáconos permanentes | Varones    | Mujeres    | Parroquias |
| ------------------------------------------------------------------------------- | -------------------- | --------- | -------------- | ---------- | ------------- | ------------- | ------------------------ | -------------------- | ---------- | ---------- | ---------- |
| 1949                                                                            | 580 367              | 630 350   | 92.1           | 90         | 55            | 35            | 6448                     |                      | 35         | 62         | 66         |
| 1966                                                                            | 601 200              | 650 000   | 92.5           | 87         | 67            | 20            | 6910                     |                      | 5          | 86         | 40         |
| 1968                                                                            | ?                    | 680 000   | ?              | 71         | 65            | 6             | ?                        |                      | 11         |            | 38         |
| 1976                                                                            | 582 123              | 598 534   | 97.3           | 59         | 49            | 10            | 9866                     |                      | 13         | 34         | 56         |
| 1980                                                                            | 605 018              | 650 020   | 93.1           | 42         | 30            | 12            | 14 405                   |                      | 18         | 120        | 42         |
| 1990                                                                            | 524 000              | 540 000   | 97.0           | 52         | 36            | 16            | 10 076                   | 1                    | 20         | 118        | 30         |
| 1999                                                                            | 564 000              | 587 000   | 96.1           | 53         | 47            | 6             | 10 641                   | 1                    | 13         | 61         | 43         |
| 2000                                                                            | 571 000              | 594 000   | 96.1           | 57         | 50            | 7             | 10 017                   | 1                    | 14         | 61         | 44         |
| 2001                                                                            | 420 010              | 450 602   | 93.2           | 56         | 52            | 4             | 7500                     | 1                    | 11         | 63         | 45         |
| 2002                                                                            | 447 861              | 480 487   | 93.2           | 57         | 53            | 4             | 7857                     | 1                    | 11         | 62         | 45         |
| 2003                                                                            | 486 864              | 586 584   | 83.0           | 56         | 52            | 4             | 8694                     | 1                    | 11         | 62         | 45         |
| 2004                                                                            | 486 864              | 586 584   | 83.0           | 59         | 55            | 4             | 8251                     | 1                    | 11         | 62         | 47         |
| 2006                                                                            | 431 748              | 488 000   | 88.5           | 61         | 57            | 4             | 7077                     | 1                    | 9          | 63         | 50         |
| 2013                                                                            | 459 000              | 524 000   | 87.6           | 72         | 64            | 8             | 6375                     |                      | 10         | 95         | 52         |
| 2016                                                                            | 471 000              | 537 762   | 87.6           | 80         | 73            | 7             | 5887                     |                      | 8          | 81         | 55         |
| 2019                                                                            | 442 715              | 542 938   | 81.5           | 79         | 74            | 5             | 5603                     | 1                    | 7          | 83         | 55         |
| Fuente: Catholic-Hierarchy, que a su vez toma los datos del Anuario Pontificio. |                      |           |                |            |               |               |                          |                      |            |            |            |

## Episcopologio
- Marcos Cardoso de Paiva † (15 de febrero de 1856-1860 renunció) (obispo electo)
- Sede vacante (1860-1863)

- João Antônio dos Santos † (28 de septiembre de 1863-17 de mayo de 1905 falleció)
- Joaquim Silvério de Souza † (17 de mayo de 1905 por sucesión-29 de enero de 1909 nombrado obispo auxiliar de Río de Janeiro[11])
- Joaquim Silvério de Souza † (25 de enero de 1910-30 de agosto de 1933 falleció) (por segunda vez)
- Serafim Gomes Jardim da Silva † (26 de mayo de 1934-28 de octubre de 1953 renunció[12])
- José Newton de Almeida Baptista † (5 de enero de 1954-12 de marzo de 1960 nombrado obispo de Brasilia)
- Geraldo de Proença Sigaud, S.V.D. † (20 de diciembre de 1960-10 de septiembre de 1980 renunció)
- Geraldo Majela Reis † (3 de febrero de 1981-14 de mayo de 1997 retirado)
- Paulo Lopes de Faria † (14 de mayo de 1997-30 de mayo de 2007 retirado)
- João Bosco Oliver de Faria (30 de mayo de 2007-9 de marzo de 2016 retirado)
- Darci José Nicioli, C.SS.R., desde el 9 de marzo de 2016